# Выборы в Конституционное собрание на Кубе (1928)
Выборы в Конституционное собрание на Кубе проходили 5 марта 1928 года. В результате победу одержала Либеральная партия, которая получила большинство: 29 из 55 мест Конституционного собрания.

## Результаты
| Party                              | Votes | %     | Seats |
| ---------------------------------- | ----- | ----- | ----- |
| Либеральная партия                 |       | 52,73 | 29    |
| Национальная консервативная партия |       | 38,18 | 21    |
| Кубинская народная партия          |       | 9,09  | 5     |
| Недействительных/пустых бюллетеней |       | -     | -     |
| Всего                              |       | 100   | 55    |
| Источник: Nohlen                   |       |       |       |